# Julius-Edgar-Lilienfeld-Preis
Der Julius-Edgar-Lilienfeld-Preis ist nach dem österreichisch-ungarischen Physiker Julius Edgar Lilienfeld benannt und wird seit 1989 von der American Physical Society für herausragende Leistungen in der Physik vergeben. Das Preisgeld von 10.000 US-$ wird aus einer Stiftung von Lilienfelds Frau, Beatrice Lilienfeld, finanziert.

## Preisträger
- 1989: N. David Mermin
- 1990: Michael Berry
- 1991: Daniel Kleppner
- 1992: Alan Guth und Claude Cohen-Tannoudji
- 1993: David Schramm
- 1994: Marvin Cohen
- 1995: Valentine Telegdi
- 1996: Kip Thorne
- 1997: Michael S. Turner
- 1998: Douglas James Scalapino
- 1999: Stephen Hawking
- 2000: Robert J. Birgeneau
- 2001: Lawrence Krauss
- 2002: Nicht vergeben
- 2003: Frank Wilczek
- 2004: H. Jeff Kimble
- 2005: Robert H. Austin
- 2006: Michail Schifman
- 2007: Lisa Randall
- 2008: Eugene Stanley
- 2009: Ramamurti Shankar
- 2010: David Campbell und Shlomo Havlin
- 2011: Gerald Gabrielse
- 2012: Gordon Kane
- 2013: Margaret Geller
- 2014: Edward Ott
- 2015: David Awschalom
- 2016: David Pines
- 2017: Martin Rees
- 2018: Naomi J. Halas
- 2019: Katherine Freese
- 2020: Joel Primack
- 2021: William M. Jackson
- 2022: Chang Kee Jung
- 2023: Albert-László Barabási
- 2024: Edward W. Kolb
- 2025: Bharat Ratra